# Station Czartak
Station Czartak is een spoorwegstation ten zuiden van de Poolse plaats Gorzeń Górny en ten noorden van Świnna Poręba.